# Lonesome Luke, Messenger
Lonesome Luke, Messenger er en amerikansk stumfilm fra 1917.

## Medvirkende
- Harold Lloyd – Lonesome Luke
- Bebe Daniels
- Snub Pollard
- Gilbert Pratt
- Gus Leonard